# Kevin Greutert
Kevin Greutert (ur. 31 marca 1965 w Pasadenie, USA) – amerykański montażysta, scenarzysta i reżyser filmowy, okazjonalnie aktor. Najlepiej znany z montażu pięciu części filmu Piła. Zmontował także filmy Nieznajomi (2008), Room 6 (2006) i Podróż do końca nocy (2006). Jego debiutem reżyserskim jest film Piła VI (2009).

## Filmografia

### Aktor
- 2003: George prosto z drzewa 2 – jako Głos Tookie'ego
- 1996: The Shot

### Montaż
- Piła X
- 2014: Klątwa Jessabelle
- 2008: Nieznajomi
- 2008: Piła V
- 2007: Piła IV
- 2006: Room 6
- 2006: Podróż do końca nocy
- 2006: Piła III
- 2005: Piła II
- 2005: Cry for Help
- 2004: Piła

### Reżyseria
- 2009: Piła VI
- 2010: Piła 3D
- 2014: Klątwa Jessabelle
- 2017: Jackals

### Scenariusz
- 2004: Maid